# Capibara
|  | Per a altres significats, vegeu «Capibara petit». |

El capibara (Hydrochoerus hydrochaeris) és una espècie de mamífer rosegador gegant de la família dels càvids. Originari de Sud-amèrica, és el rosegador vivent més gros del món. El seu parent més proper és el capibara petit (H. isthmius), seguit per animals com el conill porquí i el cobai rupestre i, a una distància evolutiva més gran, l'agutí, la xinxilla i el coipú. Habita sabanes i boscos espessos, on viu prop de masses d'aigua. Es tracta d'una espècie molt social que forma grups de fins a cent individus, tot i que habitualment no passen d'entre deu i vint. Malgrat que és objecte de caça per la seva carn i el seu cuir, la Llista Vermella de la UICN no el cataloga com a espècie amenaçada.
El seu nom comú, que prové del tupí ka'apiûara, significa ‘menja-herba’ (literalment, ‘menja-fulles primes’), mentre que el seu nom específic, hydrochaeris, deriva dels ètims grecs ὕδωρ, ‘aigua’ i χοίρος, ‘porc’.
Els capibares tenen el cap petit i el cos amb forma de barril, amb el pelatge de color marró vermellós a la part superior i marró groguenc a la inferior. Poden fer fins a 130 cm de llargada i pesar fins a 65 kg. Tenen els peus lleugerament palmats, manquen de cua i tenen 20 dents. Les potes posteriors són lleugerament més llargues que les anteriors i el musell és arrodonit, amb els ulls, els narius i les orelles a dalt del cap. Les femelles pesen una mica més que els mascles.

## Descripció

### Cos i pelatge
Els capibares són els rosegadors més grossos del món. Tenen el cos massiu i rodanxó, amb un tronc robust i quatre potes curtes. Les potes anteriors tenen quatre dits i les posteriors en tenen tres, arranjats de manera radial. Els dits, gruixuts i semblants a peülles, són palmats i tenen petites membranes. Aquest animal no té cua. Els capibares assoleixen una longitud de 100 a 130 cm i una alçada a l'espatlla de 50 a 60 cm, i les femelles solen ser una mica més grosses que els mascles. El pes mitjà és de 50 kg en els mascles i 61 en les femelles; tanmateix, el pes real pot variar entre 27 i 65 kg.
El pelatge és llarg i aspre, però en algunes parts és tan prim que s'hi pot veure la pell a través. Això els fa propensos a les insolacions, així que es rebolquen al fang per protegir-se la pell del sol. La coloració va d'un marró vermellós al gris a la part superior, mentre que la part inferior té un color marró groguenc. Alguns individus tenen taques negres a la cara, al costat exterior de les potes i al darrere. La longitud dels pèls va de 30 a 120 mm.

### Cap i dents

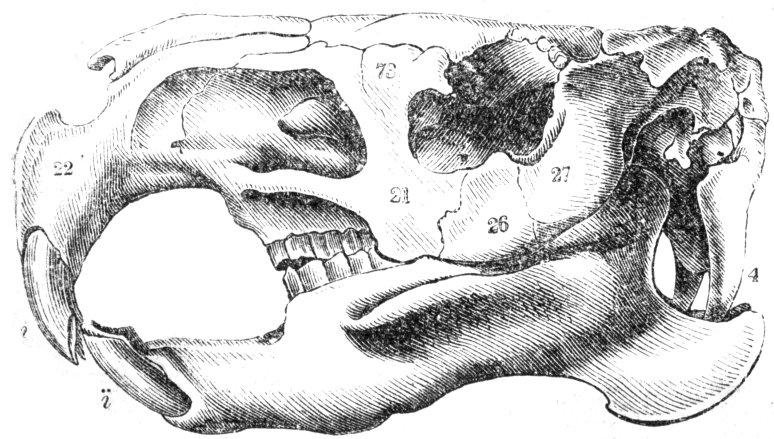
El crani del capibara s'assembla bastant al dels seus parents de la família dels càvids i fins i tot té les mateixes proporcions generals.

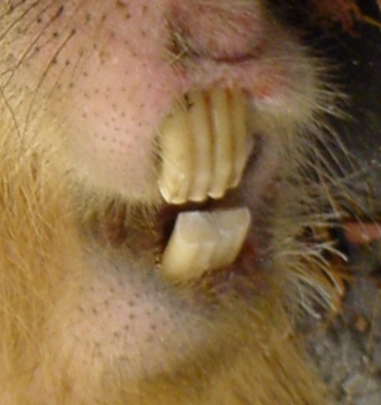
Vista detallada de les incisives

Els capibares tenen el cap bastant ample i gros. En relació amb els parents més propers al capibara, el musell és gros i arrodonit, mentre que els narius són petits i estan bastant separats. En els mascles, la punta del musell és calba i està dotada d'una conspícua glàndula odorífera. Les orelles són petites i arrodonides, mentre que els ulls estan situats vers els costats i també són petits. Com en molts animals que tenen un mode de vida parcialment aquàtic, els ulls, les orelles i els narius del capibara estan situats vers la part superior del cap, de manera que quan surten a respirar de l'aigua o a observar el que els envolta, gairebé no sobresurten de la superfície.
La fórmula dental d'aquest animal és 1-0-1-3; això vol dir que cada meitat de la mandíbula presenta una dent incisiva, una premolar i tres molars, amb un total de vint dents. Les blanques incisives estan dotades d'un solc, com en tots els rosegadors, estan engrandides i transformades en incisives sense arrel. Darrere les incisives s'obre un espai denominat «diastema». Les dents posteriors també manquen d'arrels i tenen una morfologia complexa; consisteixen en prismes d'esmalt dental en forma de cor o de barres, que estan separats per capes de cement. Com en altres rosegadors, les dents incisives dels capibares creixen constantment per compensar el desgast continu que provoca menjar herba; les molars també creixen constantment.

## Distribució i hàbitat
Els capibares tenen un àmbit de distribució que comprèn gairebé tot Sud-amèrica a l'est dels Andes i va des de l'est de Veneçuela i Guyana fins a l'Uruguai i el nord-est de l'Argentina. Cadascuna de les dues regions té la seva subespècie corresponent: H. h. isthmius és la que viu a la part nord-occidental. És una mica més petita que H. h. hydrochaeris, que viu a la regió més gran, a l'est dels Andes.
Els capibares poden viure en diferents tipus d'hàbitats, però mostren preferència per alguns en concret. Tendeixen a trobar-se a prop de llacs, estanys, rius, aiguamolls o manglars. També necessiten un sòl ferm on dormir, idealment amb una vegetació espessa que els serveixi de protecció. Per tal d'alimentar-se, no tenen problema en endinsar-se en sabanes i herbassars. La major densitat de població de capibares es troba a les extenses zones humides de Sud-amèrica, com el Pantanal, o la regió dels Llanos del nord del continent, banyada per l'Orinoco. Viuen majoritàriament a les planes, però també habiten a altituds de fins a 1.300 metres per sobre el nivell del mar. En comparació amb altres espècies animals de Sud-amèrica, els capibares toleren bastant bé els canvis d'hàbitat provocats per l'activitat humana i també poden sobreviure en zones transformades en plantacions o pastures.

## Comportament

### Activitat
Els capibares són animals principalment crepusculars. Passen les hores més caloroses del dia en forats al fang o aigües poc profundes. Per dormir s'amaguen entre vegetació espessa; no fan caus. En canvi, a les zones pertorbades per l'activitat humana canvien i adopten un mode de vida nocturn.

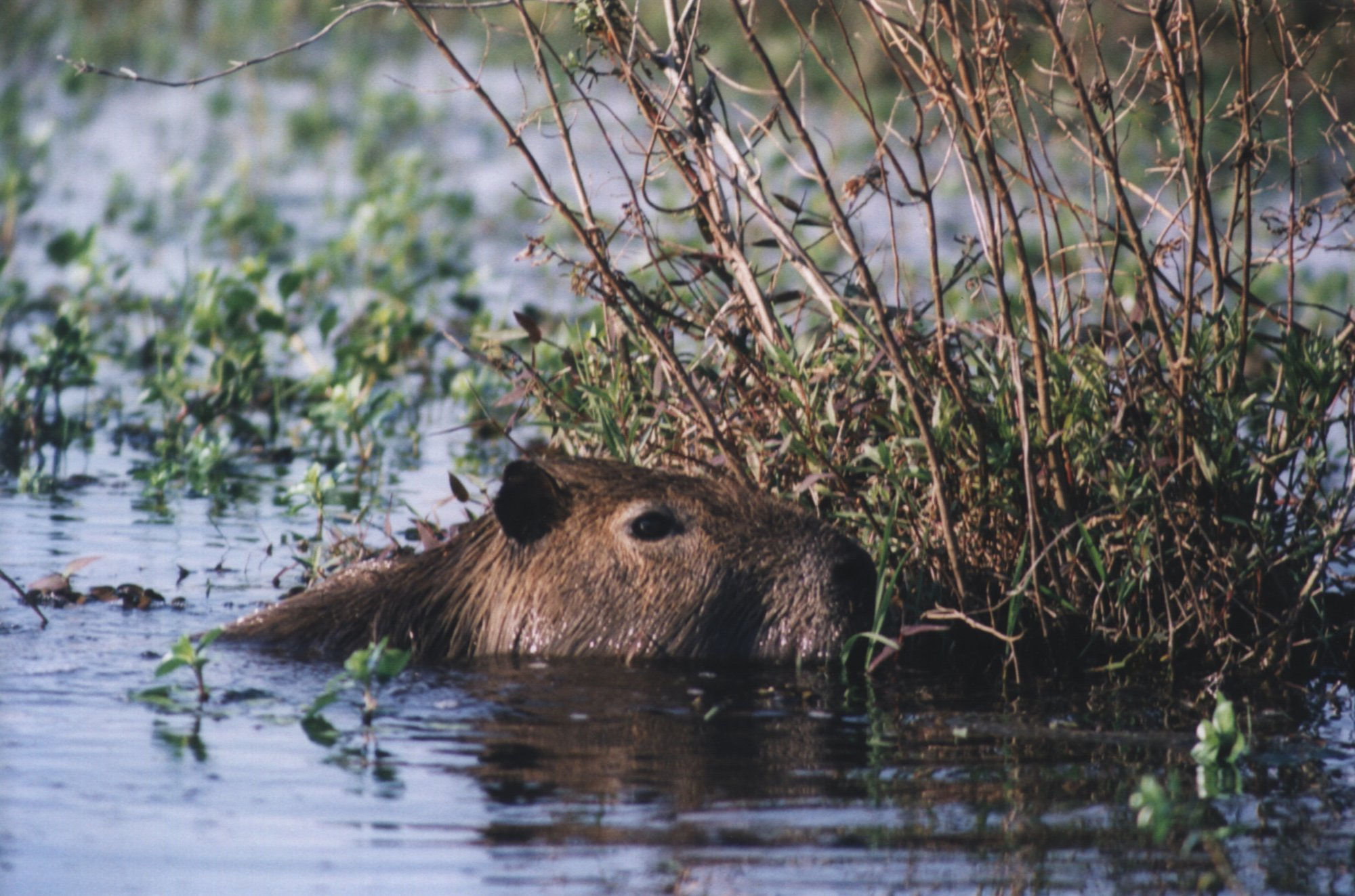
Si se senten amenaçats, els capibares s'amaguen dins l'aigua.

En cas de perill, poden córrer ràpidament, però si és possible fugen llançant-se dins l'aigua. Són excel·lents nedadors que se submergeixen gairebé completament dins l'aigua, de manera que només sobresurten els ulls i els narius. A vegades també s'amaguen entre plantes vegetals espesses. Tanmateix, també poden recórrer grans distàncies bussejant. Tanmateix, només entren en aigües profundes per a fugir d'algun perill i duen a terme la gran majoria d'activitats a terra ferma o en aigües poc profundes.

### Comportament social
Els capibares viuen en ramats, que poden consistir en una parella i les seves cries, o en un grup més gran d'individus adults. La mida dels grups varia entre sis i vint animals. Rarament també se'n poden observar individus solitaris, que gairebé sempre són mascles adults.
La mida dels ramats i el seu mode de vida depenen de l'estació de l'any i de l'hàbitat. Durant l'estació plujosa, els capibares s'estenen per una gran regió, de manera que disminueix la mida del ramat. Durant aquesta estació, mengen molt i acumulen una reserva de greix. La cria dels nounats també es produeix principalment durant l'estació plujosa. Durant l'estació seca, molts individus es reuneixen al voltant dels rius i llacs més grans, formant ramats més grans. Durant aquesta estació, la mortalitat és notablement més alta, car augmenten la fam i les malalties i, amb la desaparició de les plantes que els serveixen de protecció, els capibares són més vulnerables als atacs dels depredadors. Investigacions de Veneçuela indiquen una mida mitjana dels ramats de 5,6 animals durant l'estació plujosa i de 15,9 al març, el mes més sec. En períodes prolongats de sequera, es poden formar grans ramats de fins a 100 individus, que es reuneixen al voltant de les aigües que queden. Tanmateix, aquests agrupaments són inestables i no duren gaire.
Cada grup familiar o ramat és liderat per un mascle dominant, que sovint ocupa aquesta posició durant anys i anys. Després venen una o diverses femelles, juntament amb les seves cries i a vegades, els mascles subordinats també poden formar part del grup. La jerarquia sol ser estable i estar ben marcada tant entre els mascles com entre les femelles i s'estableix per mitjà de combats parcialment agressius.

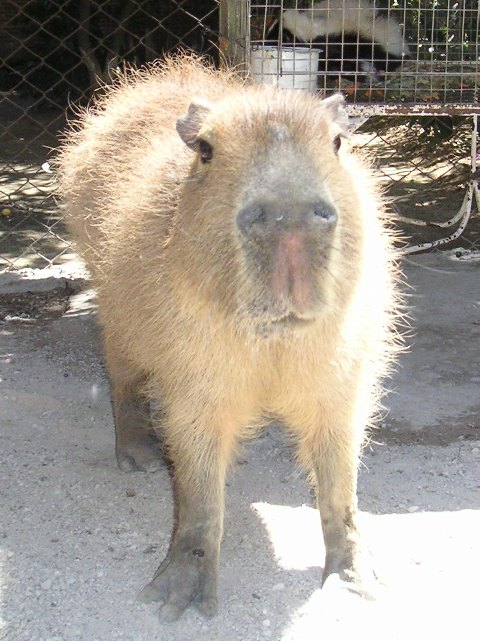
Vista frontal d'un capibara

Cada grup habita en un territori d'entre 5 i 17 hectàrees. Tanmateix, els animals solen romandre dins una regió d'unes 10 hectàrees de superfície, que defensen contra les incursions d'altres individus de la mateixa espècie. Marquen territori per mitjà de glàndules odoríferes; en els mascles, estan situades a sobre del nas i els dos sexes en tenen a la regió de l'anus (glàndules anals).
Els capibares es comuniquen entre ells per mitjà d'una varietat de vocalitzacions. Entre ells, hi ha un so semblant al ronc dels gats, que indica submissió, una crida d'alarma semblant a un lladruc, una mena de clic que expressa felicitat, xiulets estridents i grunyits.

### Dieta
La dieta dels capibares es compon principalment d'herbes terrestres i la complementen de tant en tant amb plantes aquàtiques. A vegades entren en plantacions i s'alimenten, per exemple, de canyes de sucre, síndries o blat de moro. La creença estesa que els peixos també formen part de la dieta dels capibares és falsa. Tenen un aparell digestiu extremament eficient que els permet subsistir amb una dieta el 75% de la qual es compon d'entre, només, quatre i sis espècies de plantes. S'han observat casos en què els capibares d'una zona s'alimentaven durant un temps d'una mateixa espècie de planta i després deixaven de menjar-se-la durant un temps, permetent que les plantes d'aquesta espècie es recuperin abans de tornar-se-la a menjar.
L'aparell digestiu dels capibares presenta diverses adaptacions a la seva dieta, com ara un intestí més llarg i un cec en forma de sac engrandit. De manera similar a altres rosegadors, com els conills porquins, o els lagomorfs, els capibares practiquen la coprofàgia, o ingestió ocasional dels excrements. Els fems cecals són una forma tova i adhevisa d'excrements, que són fermentats per uns bacteris especials al cec i que són reingerits immediatament després de l'excreció. D'aquesta manera, els capibares poden extreure el màxim de nutrients dels seus aliments rics en cel·lulosa. Quan els excrements surten per segona vegada, són ovals i secs i són expulsats definitivament.
Els capibares, com els conills porquins, no poden produir la vitamina C per si mateixos, de manera que l'han d'obtenir del seu aliment. En alguns individus en captivitat, que havien estat, evidentment, mal alimentats, s'han observat casos d'escorbut.

### Reproducció

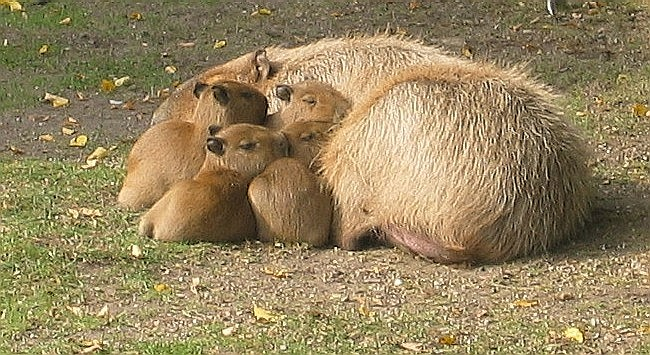
Cries de capibara amb la seva mare

El mascle és qui pren la iniciativa en la copulació, car és ell el que persegueix la femella, primer a terra i després dins l'aigua. L'aparellament té lloc en aigües somes. Després d'entre sis i vuit ràpides empentes, l'acte sexual arriba a la seva fi. El coit es pot repetir després d'una estona, fins a vint vegades o bé amb la mateixa parella o bé amb parelles diferents.
L'aparellament pot tenir lloc en qualsevol època de l'any, però la majoria de naixements cauen a l'estació plujosa (d'abril a maig al nord de Sud-amèrica i a l'octubre al sud del continent). Generalment, cada femella dona a llum una ventrada per any, però si les condicions climàtiques són favorables en poden parir dues. El període de gestació dura uns 110 dies en la subespècie septentrional i uns 150 en la meridional. Els capibares són multípars i la ventrada es compon en mitjana de quatre cries, però pot variar entre dues i vuit. Les femelles tenen deu mugrons que estan arranjats per parelles al ventre.
Els capibares no construeixen nius i poden donar a llum a qualsevol indret del seu territori. Les cries són marcadament precoces, pesen aproximadament 1.500 grams en néixer i venen al món amb un pelatge complet i ja amb les dents permanents. Poc després de néixer, les cries ja són capaces de menjar herba i esdevenen independents després de tres o quatre mesos. Les cries formen un grup propi dins el grup principal. Ambdós sexes assoleixen la maduresa sexual amb aproximadament vint-i-dos mesos d'edat.

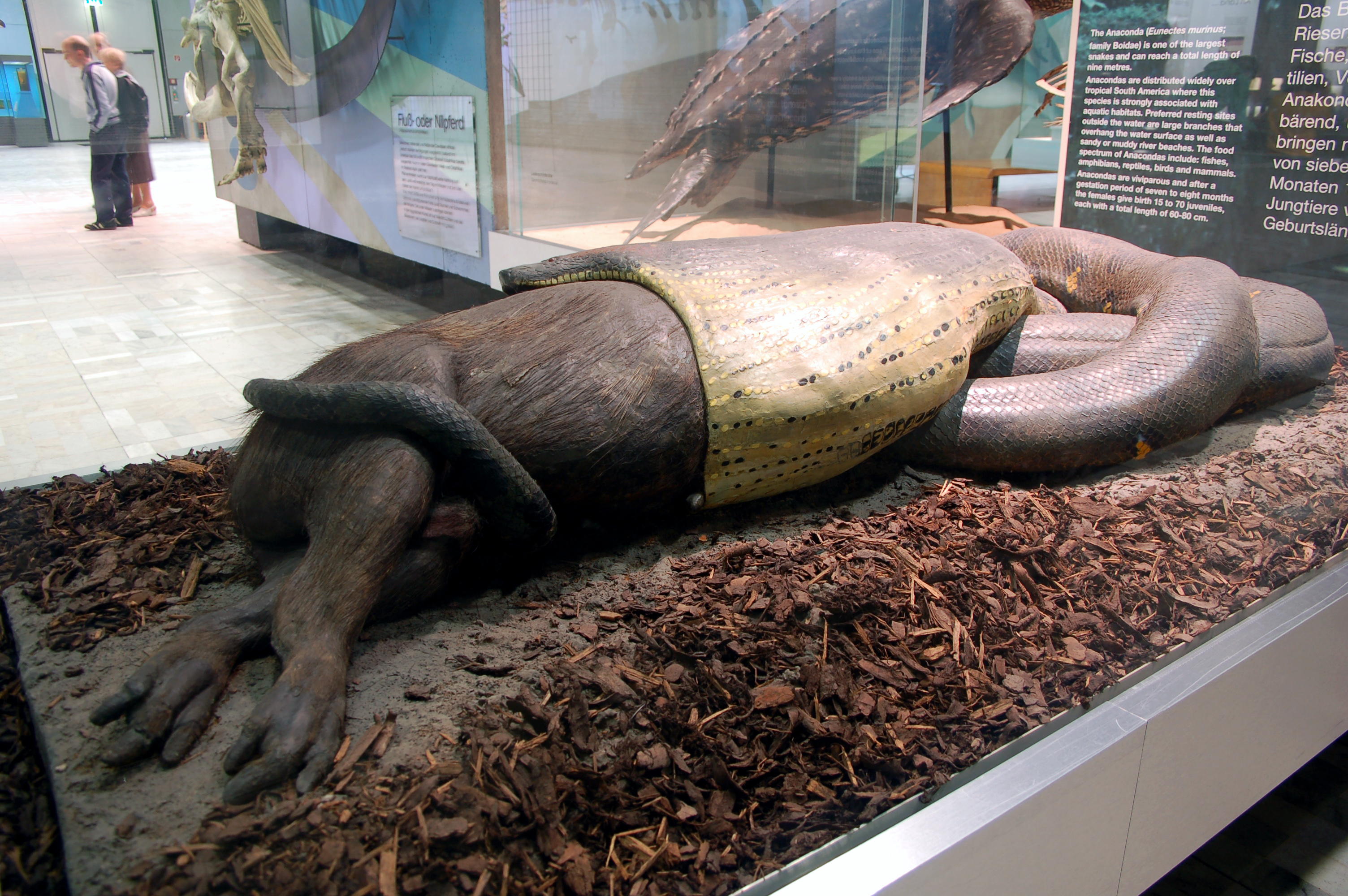
Una anaconda devora un capibara. Exhibició al Museu de Senckenberg (Frankfurt).

La longevitat dels capibares en estat natural varia entre vuit i deu anys, mentre que els individus en captivitat poden arribar als dotze anys.

### Depredadors
Els enemics naturals més destacats del capibara són sobretot fèlids com el jaguar, el puma o l'ocelot, però també els gossos dels matolls i els caimans. A vegades, les cries cauen víctimes d'ocells de presa com les harpies i els caracarans, o de rèptils com l'anaconda.

## Relació amb els humans

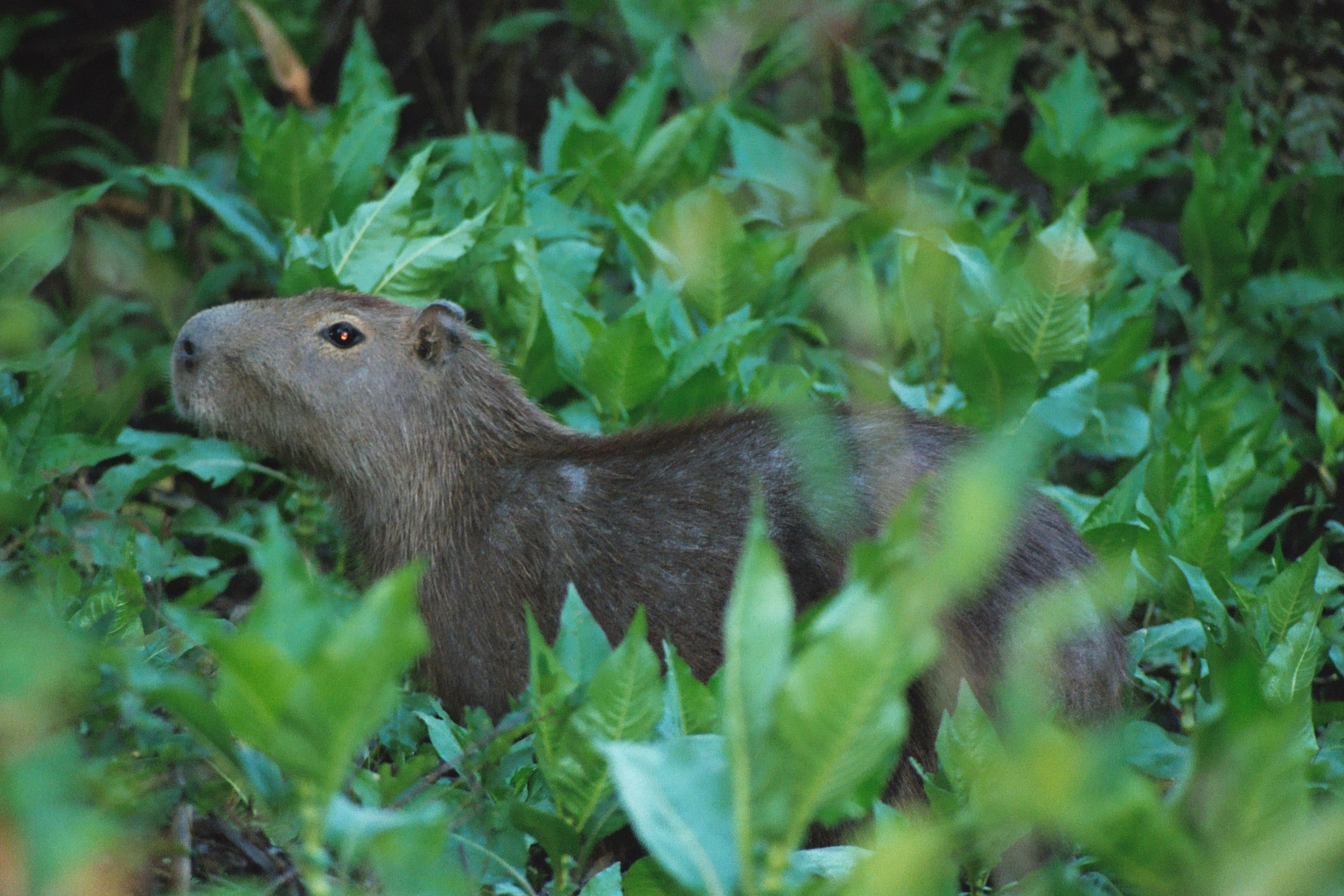
Un capibara a la pampa boliviana

### Amerindis
Els pobles indígenes sud-americans ja caçaven el capibara per consumir-ne la carn, processar-ne la pell i utilitzar-ne les dents incisives amb fins decoratius. Els capibares també tenen un paper en la mitologia d'aquests pobles. En les creences tradicionals dels Yanomami, cada nounat té un doble en forma de capibara o de tapir, que li dona la força vital; si el doble animal és mort, també morirà la persona.

### Caça i usos
Els capibares són caçats pel seu pelatge i la seva carn. A moltes regions hi ha caçadors professionals anomenats carpincheros, que exerceixen la caça amb fins comercials. Tanmateix, sovint la gent caça aquests animals per a fer-ne un ús propi. El cuir de capibara, d'un marró clar i amb taquetes més clares, és especialment preuat a l'Argentina. A més de guants, cinturons i jaquetes de cuir, també se'n fan selles de muntar i brides. Al sud de Sud-amèrica es fa servir un oli obtingut del greix subcutani del capibara com a remei natural.
La carn del capibara no és consumida a tot arreu, car té una olor molt forta i pot provocar malalties cutànies. Es consumeix especialment a Veneçuela, on l'assequen, la posen en escabetx i la mengen els dies de dejuni. La creença àmpliament estesa a Sud-amèrica que existeix un document eclesiàstic oficial que permetria de classificar el capibara com a peix, amb motiu del seu mode de vida i la seva pell poc peluda, és una llegenda i existeixen llegendes similars en altres regions de la Terra sobre altres animals aquàtics, com per exemple, els castors.
A l'Argentina i l'Uruguai, la carn serveix principalment per a fer salsitxes. Especialment a la regió dels Llanos i a causa dels múltiples usos d'aquest animal, ja hi ha intents de criar capibares en granges amb fins comercials.
Una altra raó per caçar els capibares són els danys que ocasionen a l'agricultura. Especialment, a les plantacions poden causar una devastació considerable i en alguns indrets se'ls considera una plaga. Els propietaris de pastures pel bestiar també els persegueixen, especialment, durant l'estació seca, car consideren que els capibares competeixen per l'aliment amb el bestiar.

## Conservació i amenaces
Molts dels hàbitats adequats pels capibares es troben en regions molt utilitzades pel pasturatge. Com que els humans hi preparen fonts d'aigua pels animals de bestiar, minimitzen la quantitat de carnívors per mitjà de la caça i com que els bovins mantenen l'herba curta, en moltes zones s'ha produït un augment de la població de capibares. Censos dels latifundis bovins de la regió dels Llanos revelaren una densitat d'entre cinquanta i tres-cents capibares per quilòmetre quadrat.
A les regions en què són caçats en quantitats comercials, com per exemple a moltes regions de Veneçuela, han esdevingut rars. En altres regions com per exemple, el Perú han desaparegut o el seu nombre s'ha reduït dràsticament. Tanmateix, en general són abundants i tenen una àmplia distribució, de manera que no se'ls considera una espècie amenaçada.

## Sistemàtica i taxonomia

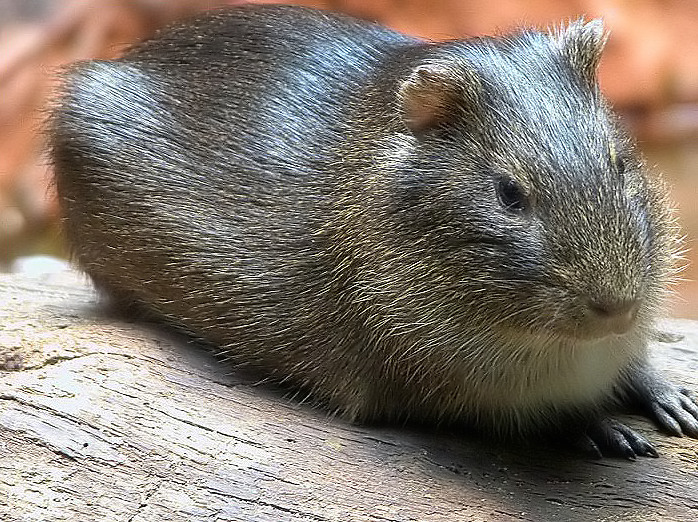
Els conills porquins del Brasil són parents propers dels capibares.

El capibara és considerat sovint com l'únic representant recent de la família dels hidroquèrids. Tanmateix, investigacions genètiques han demostrat que els rosegadors del gènere Kerodon estan relacionats més estretament amb els capibares que amb els conills porquins, de manera que Hydrochoeridae esdevingué un grup parafilètic. Els sistemàtics moderns, com Wilson i Reeder (2005), classifiquen els capibares dins el grup dels càvids i els agrupen amb Kerodon dins la subfamília dels hidroquerins. Dins dels rosegadors, pertanyen a la superfamília dels cavioïdeus, igual que els agutins (Dasyproctidae), les paques (Cuniculidae) i els pacaranans (Dinomyidae).
Els avantpassats fòssils del capibara són representats per diversos gèneres a partir del Miocè superior. Les formes més primitives són classificades dins la subfamília dels cardiaterins, que emperò és parafilètica, car els representants més recents del grup es desenvoluparen a partir d'aquestes. La subfamília dels hidroquerins, a la qual pertany el capibara, aparegué al Pliocè superior. Totes les restes fòssils de rosegadors gegants provenen de les Amèriques.
En algunes sistemàtiques, les dues subespècies descrites més amunt, H. h. isthmius i H. h. hydrochaeris, són classificades com espècies distintes.
Quant al nom científic correcte del gènere, hi hagué una llarga controvèrsia entre el nom Hydrochoerus, encunyat per Brisson el 1762 i el nom Hydrochaeris, encunyat per Brünnich el 1772. Ambdós noms provenen dels mots grecs hydros (aigua) i choiros (porc). El nom donat per Brisson fou rebutjat durant molt de temps, car no es conformava a les normes de la nomenclatura binomial. Tanmateix, la Comissió Internacional de Nomenclatura Zoològica declarà vàlid el nom Hydrochoerus amb motiu del seu ampli ús, de manera que Hydrochoerus hydrochaeris és el nom científic correcte.

## Com a animal de companyia

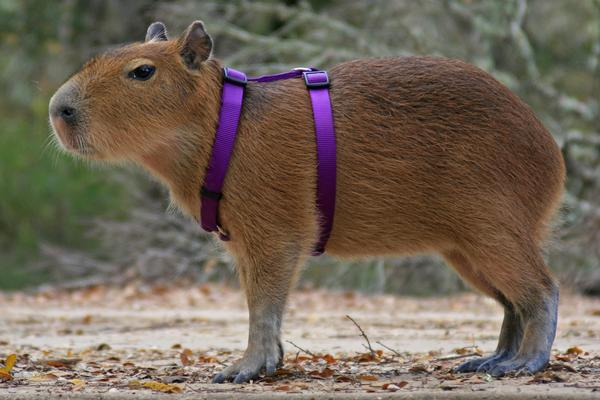
Un capibara de companyia amb un arnès

Hi ha gent que té capibares com a animals de companyia. Malgrat la seva grandària i el seu component exòtic, els capibares poden ser mansos. Cal esterilitzar els mascles a l'edat d'entre sis i nou mesos per a evitar que esdevinguin agressius i territorials. Com altres rosegadors, se'ls pot ensinistrar perquè aprenguin a fer certs trucs, com seure o demanar menjar. Els capibares de companyia són considerats animals afectuosos i nets.
Per tenir un capibara com a animal domèstic, cal poder satisfer totes les seves necessitats, incloent-hi un lloc on aixoplugar-se, menjar adequat, herba i palla, així com un espai d'aigua on pugui jugar (sense aigua on poder banyar-se, els capibares poden desenvolupar un trastorn cutani que en alguns casos pot arribar a ser mortal). En el cas de cases particulars, aquesta última necessitat es pot satisfer amb una piscina muntable gran.